# موزه هنر نلسون اتکینز
موزه هنر نلسون-اتکینز (به انگلیسی: Nelson-Atkins Museum of Art) از موزه های مشهور آمریکا است و در شهر کانزاس سیتی قرار دارد.
این موزه که در ۱۹۳۳ میلادی افتتاح گردید توسط معمار بزرگ سبک نوگرا استیون هال در سال ۲۰۰۷ بازطراحی و گسترش یافت. نشریه تایم از طرح این ساختمان بسیار تمجید کرده‌است.

## نگارخانه

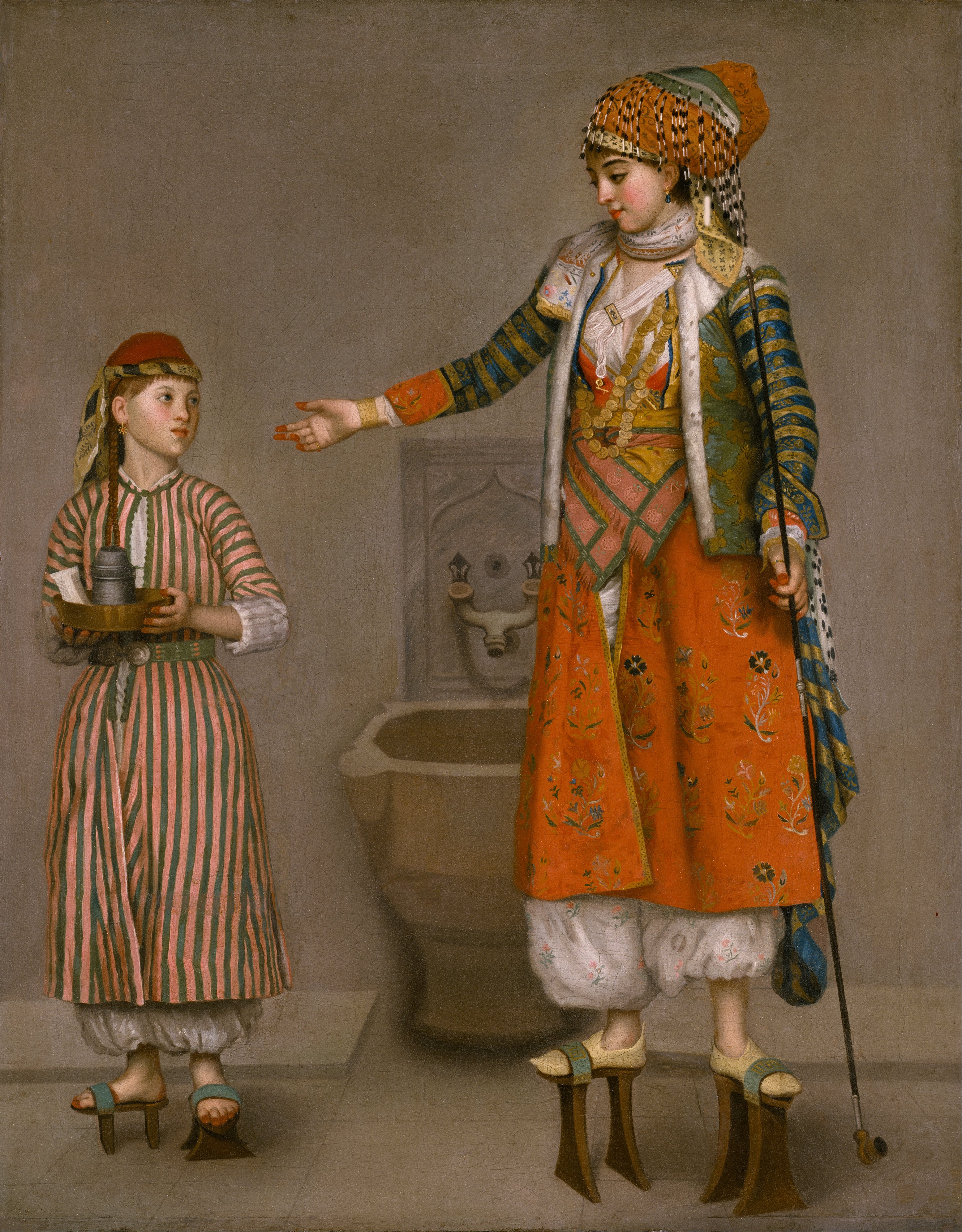
دختر اشراف‌زاده و پسرک خدمتکار ۱۷۵۰ م. اثر ژان-اتین لیوتار
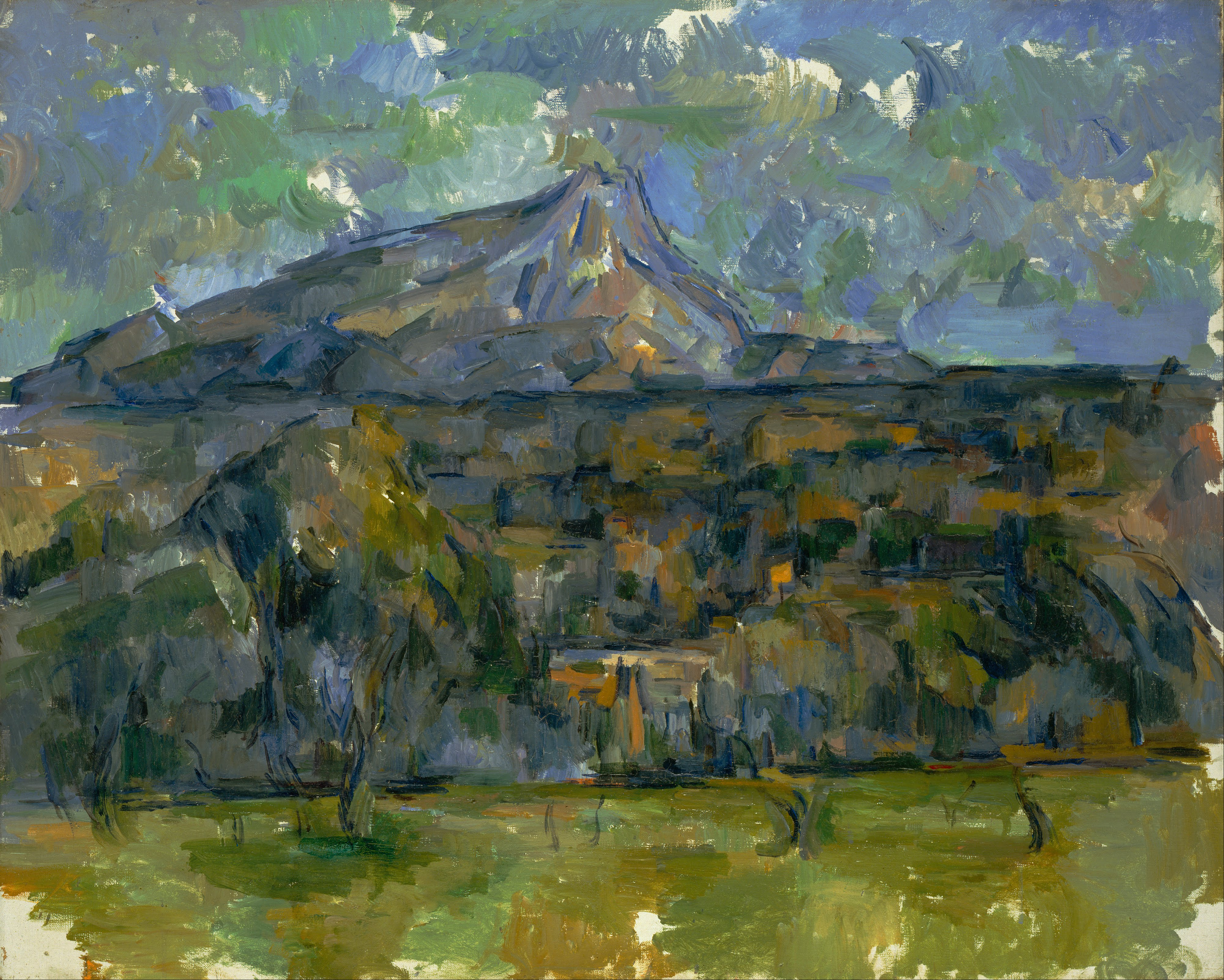
اثری از پل سزان
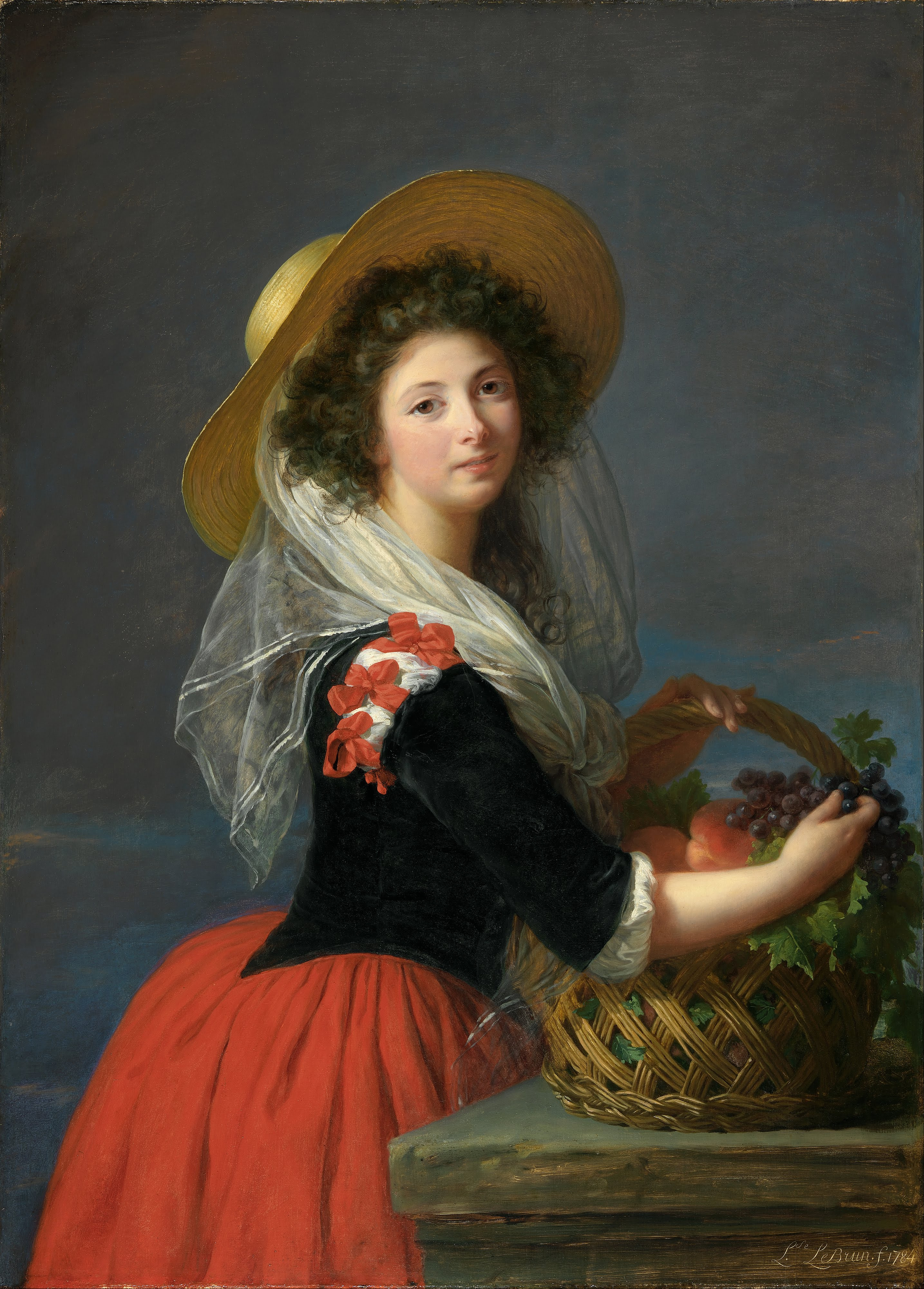
پُرترهٔ ماری گابریل دِ گرامونت، دوشِس کادروس ۱۷۸۴ م. اثر لوئیز الیزابت ویژه لوبرن
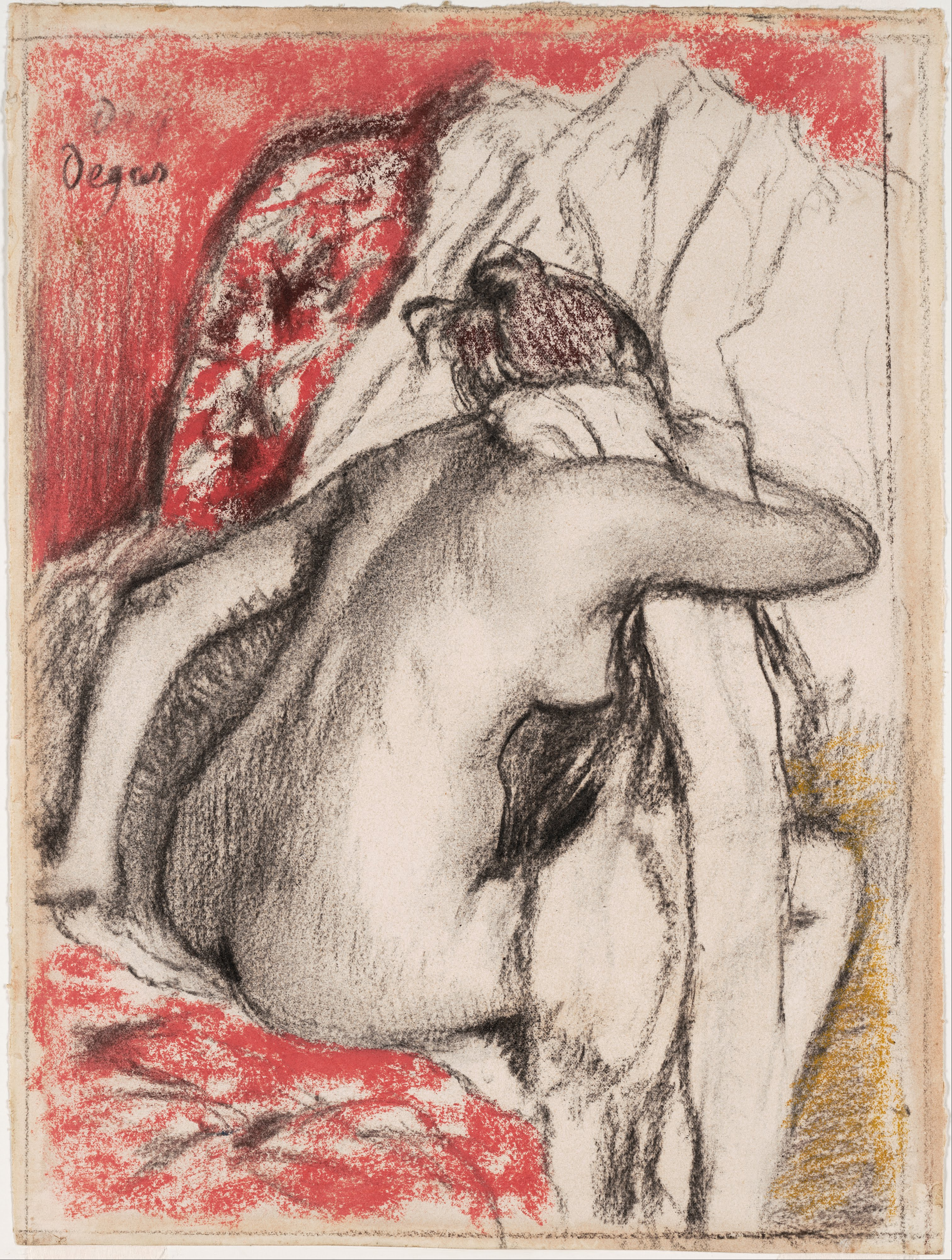
اثری از ادگار دگا
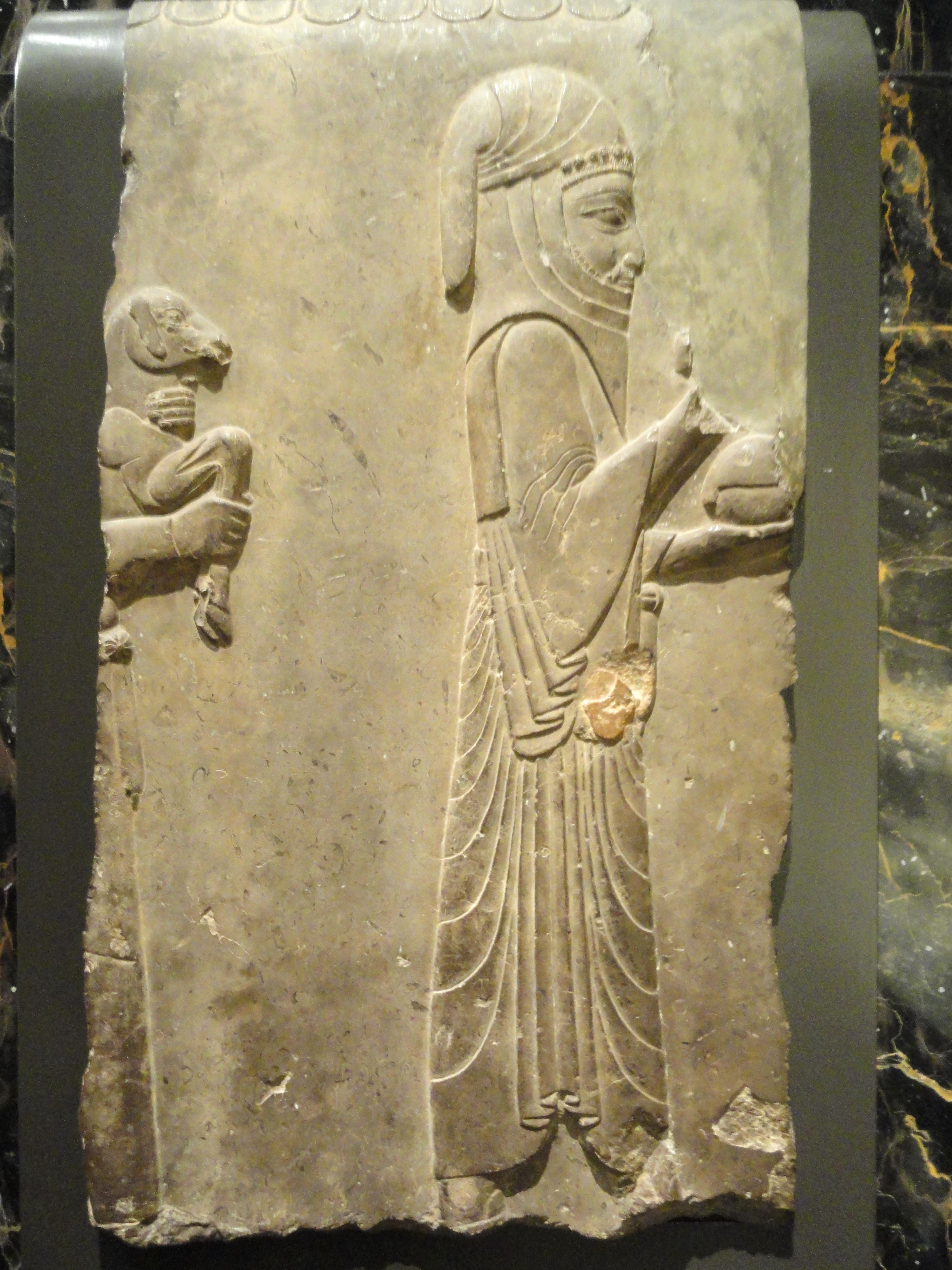
قطعه ای از تخت جمشید
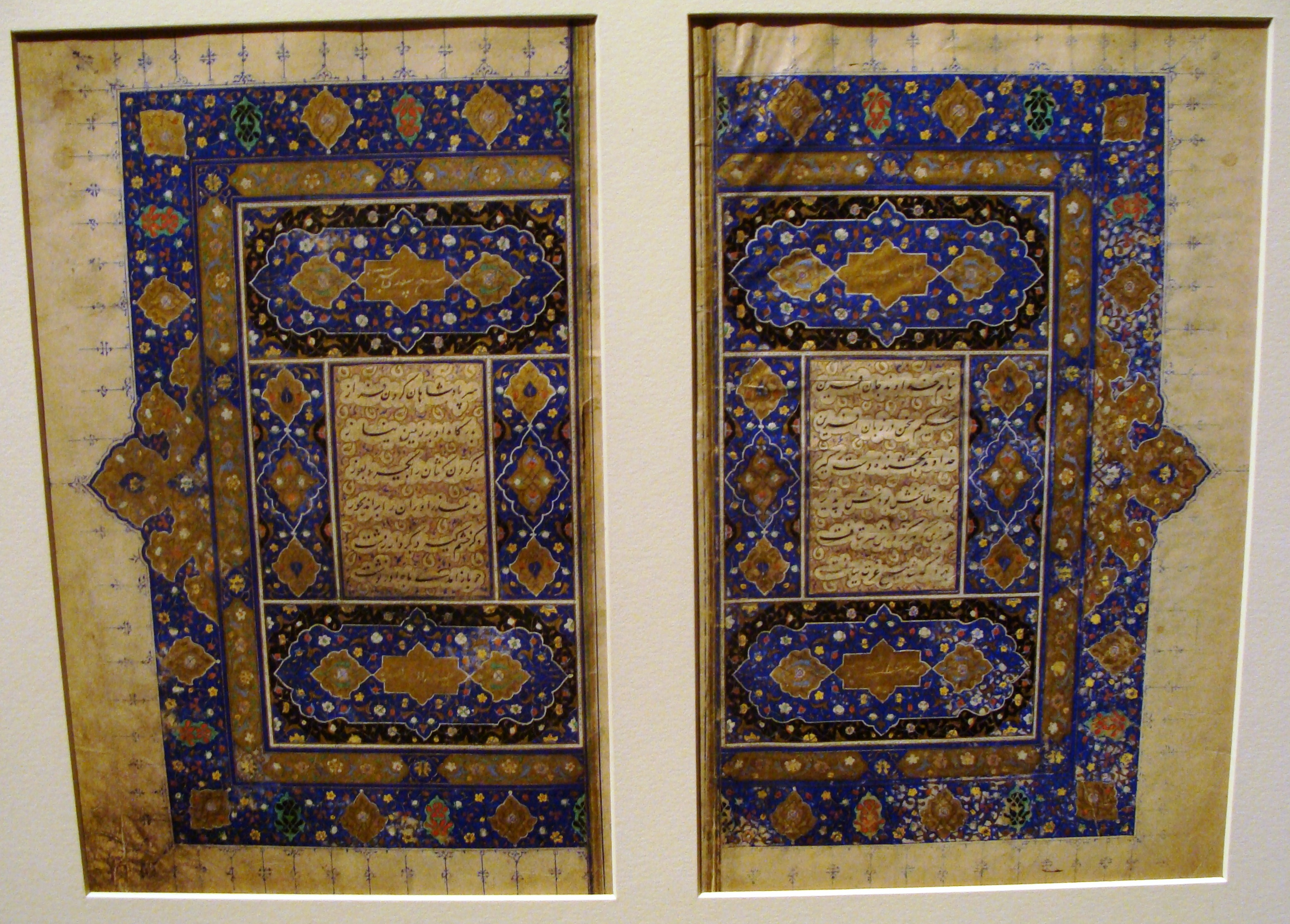
برگه‌ای از بوستان سعدی
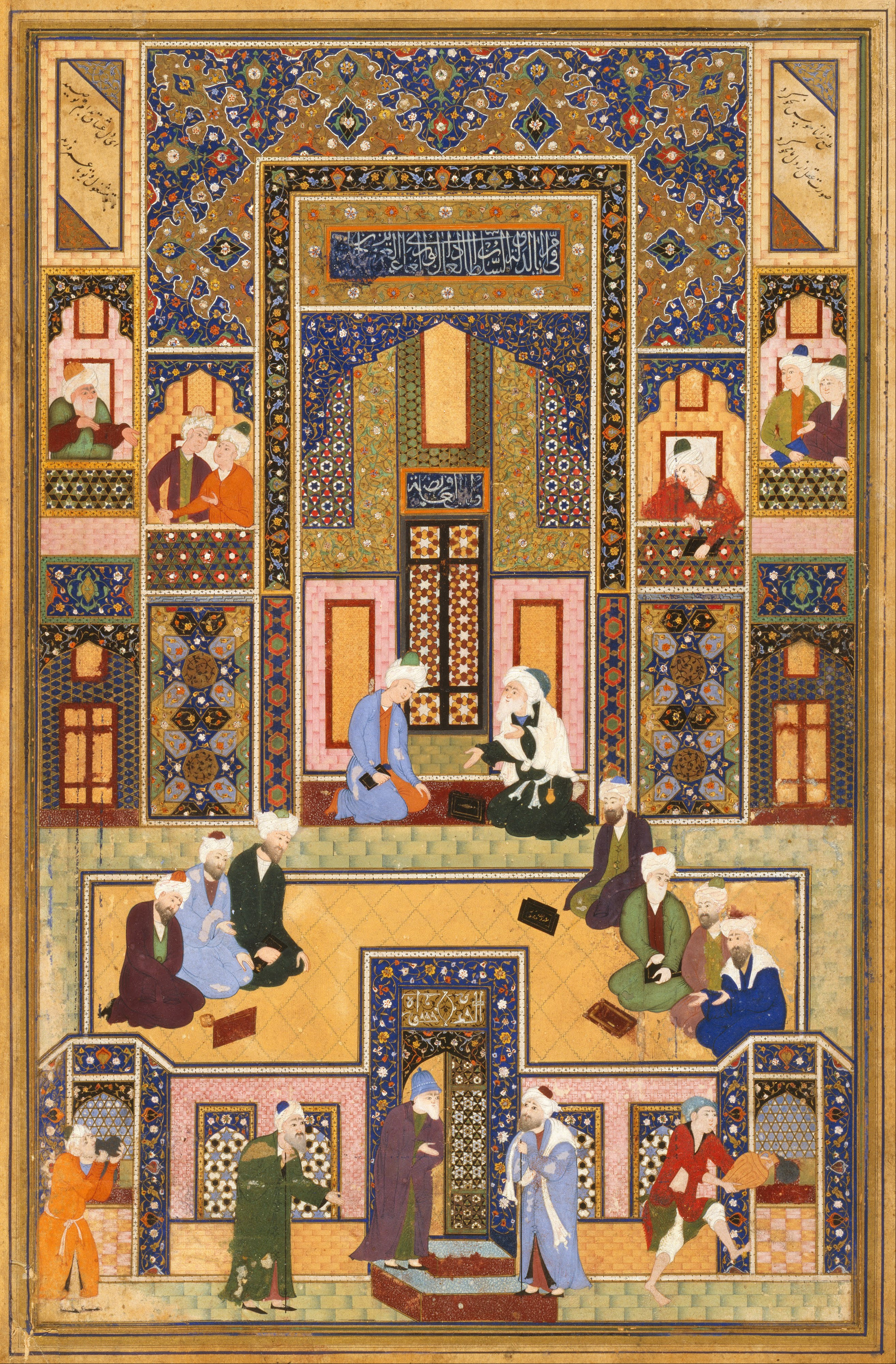
جلسهٔ عُلما بین ۱۵۴۰ و ۱۵۵۰ م. اثر عبدالله مصور
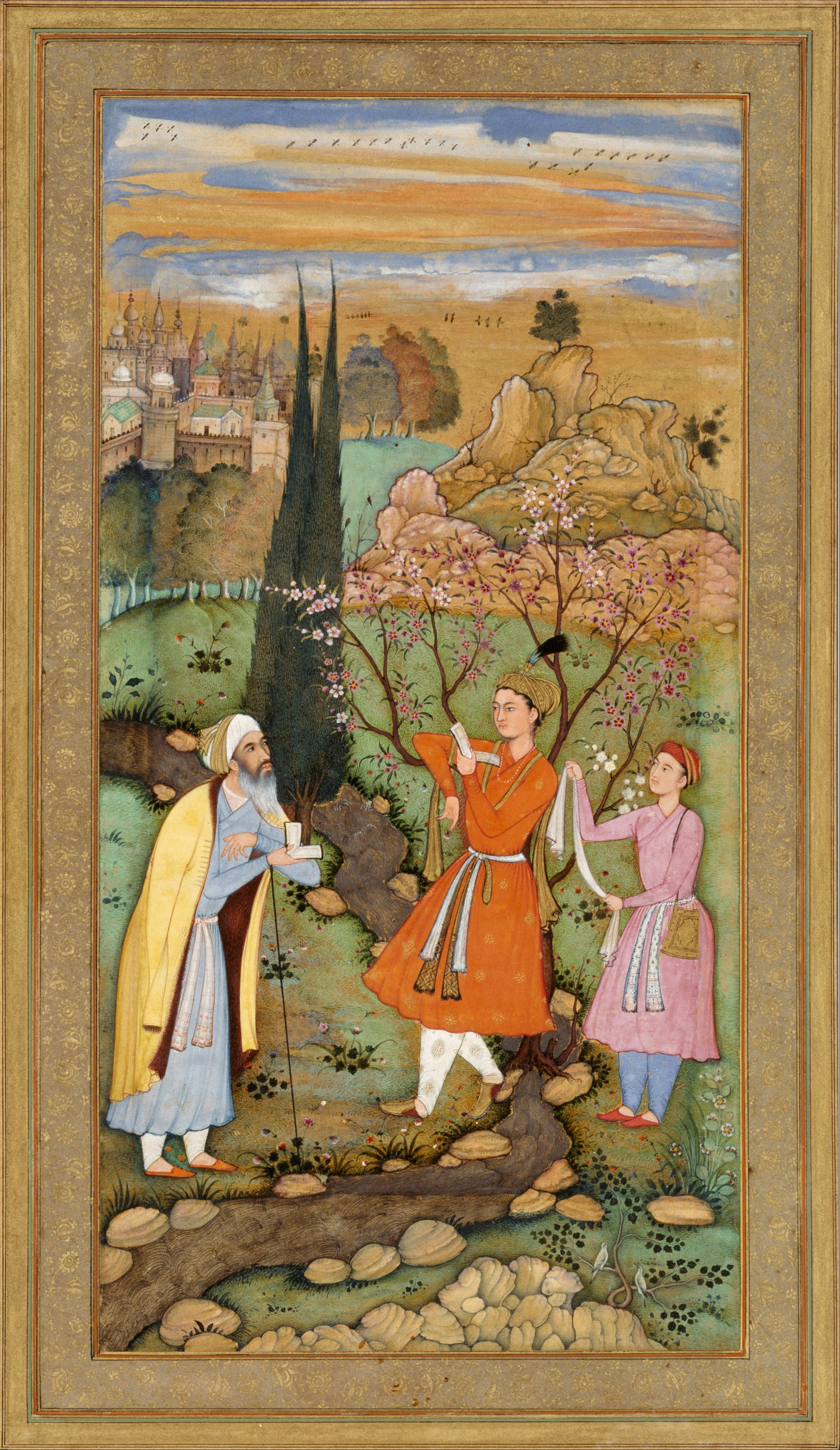
شاعر و شاهزاده از آلبوم مُرقَّع گُلشن بین ۱۵۹۵ و ۱۵۹۷ م. اثر سلیم قُلی
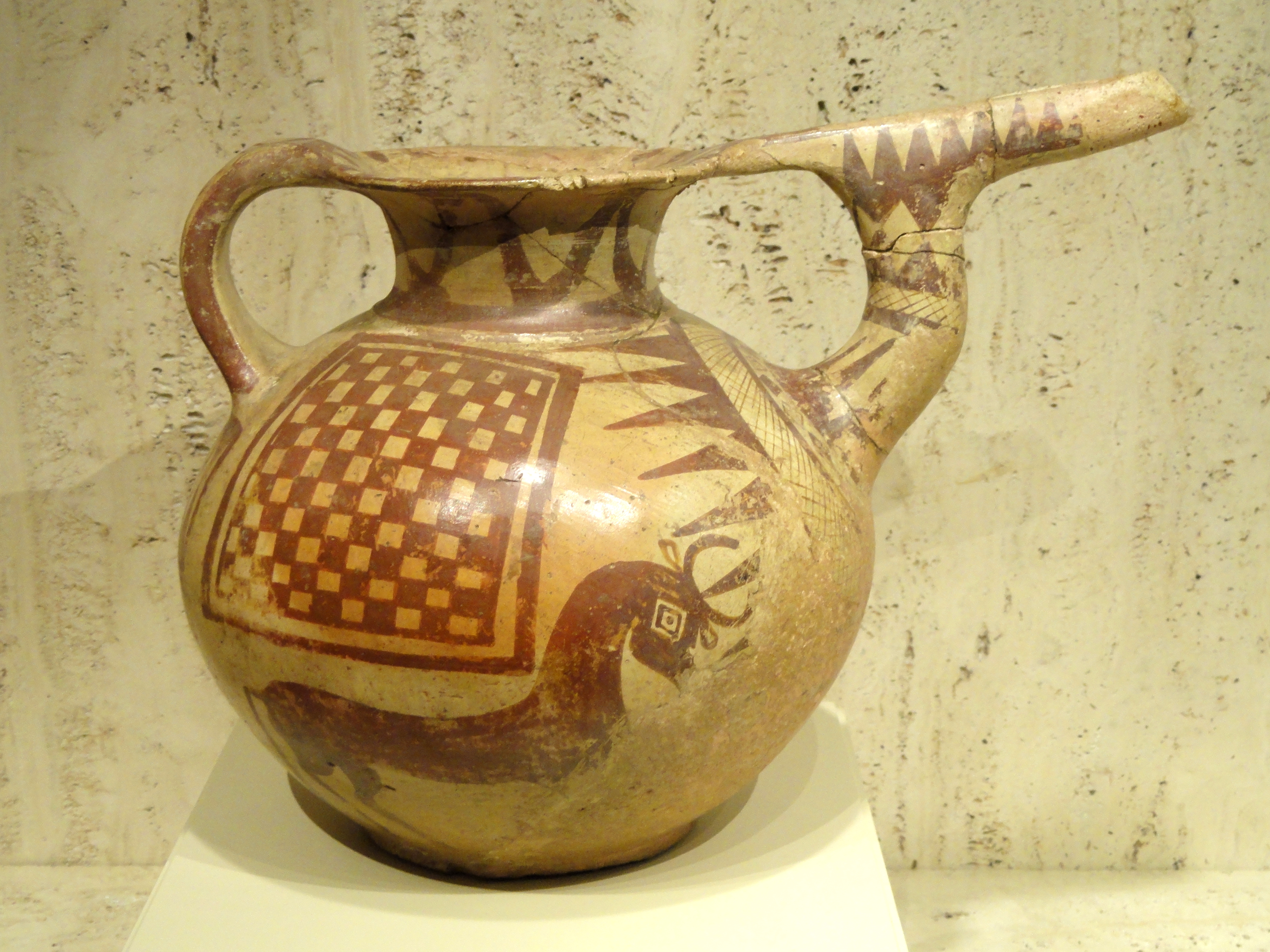
کوزه سفالی. هزاره سوم قبل از میلاد. تپه سیلک، کاشان.
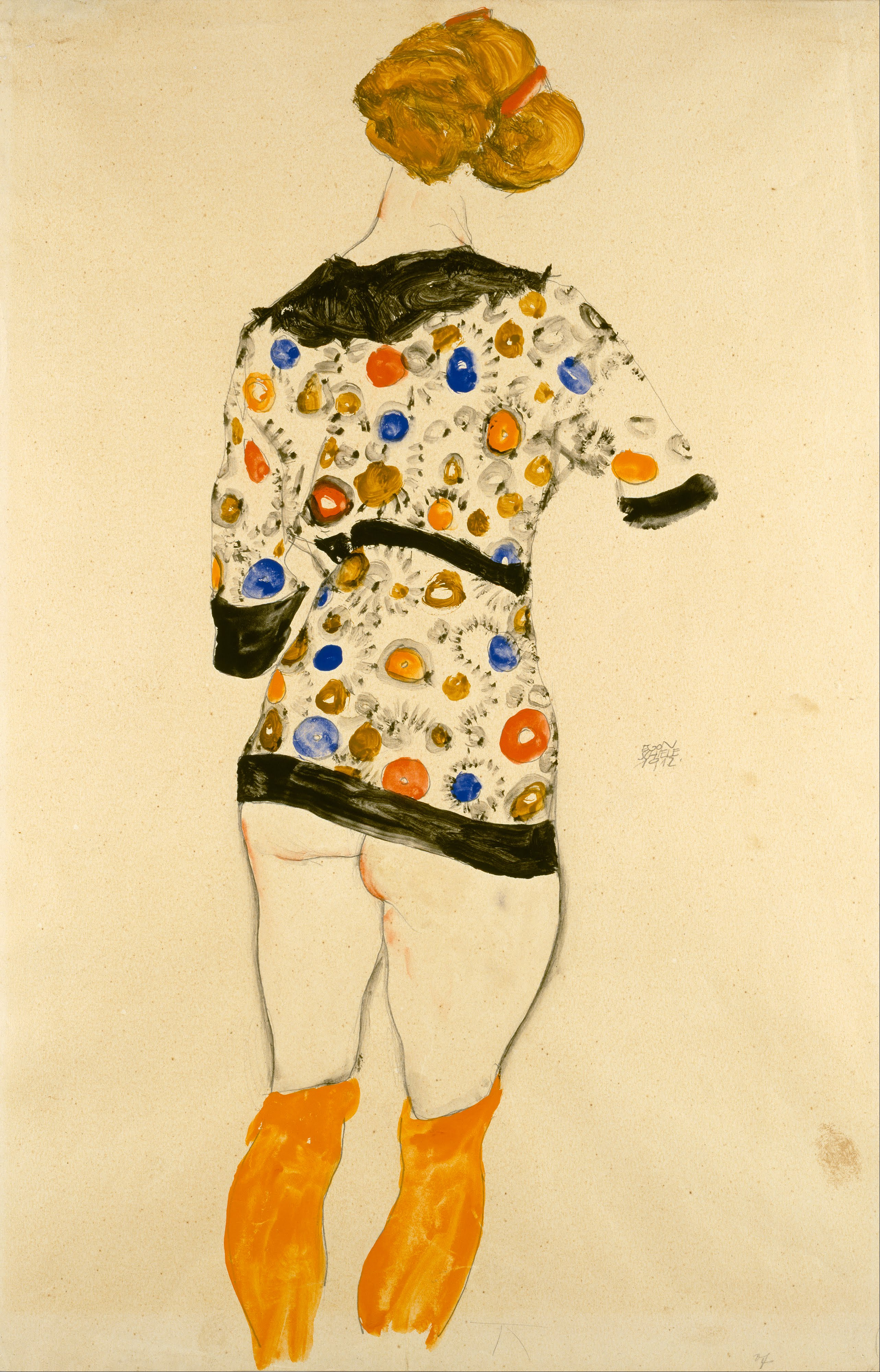
زنِ ایستاده با بلوز گُل‌گُلی اثر اگون شیله
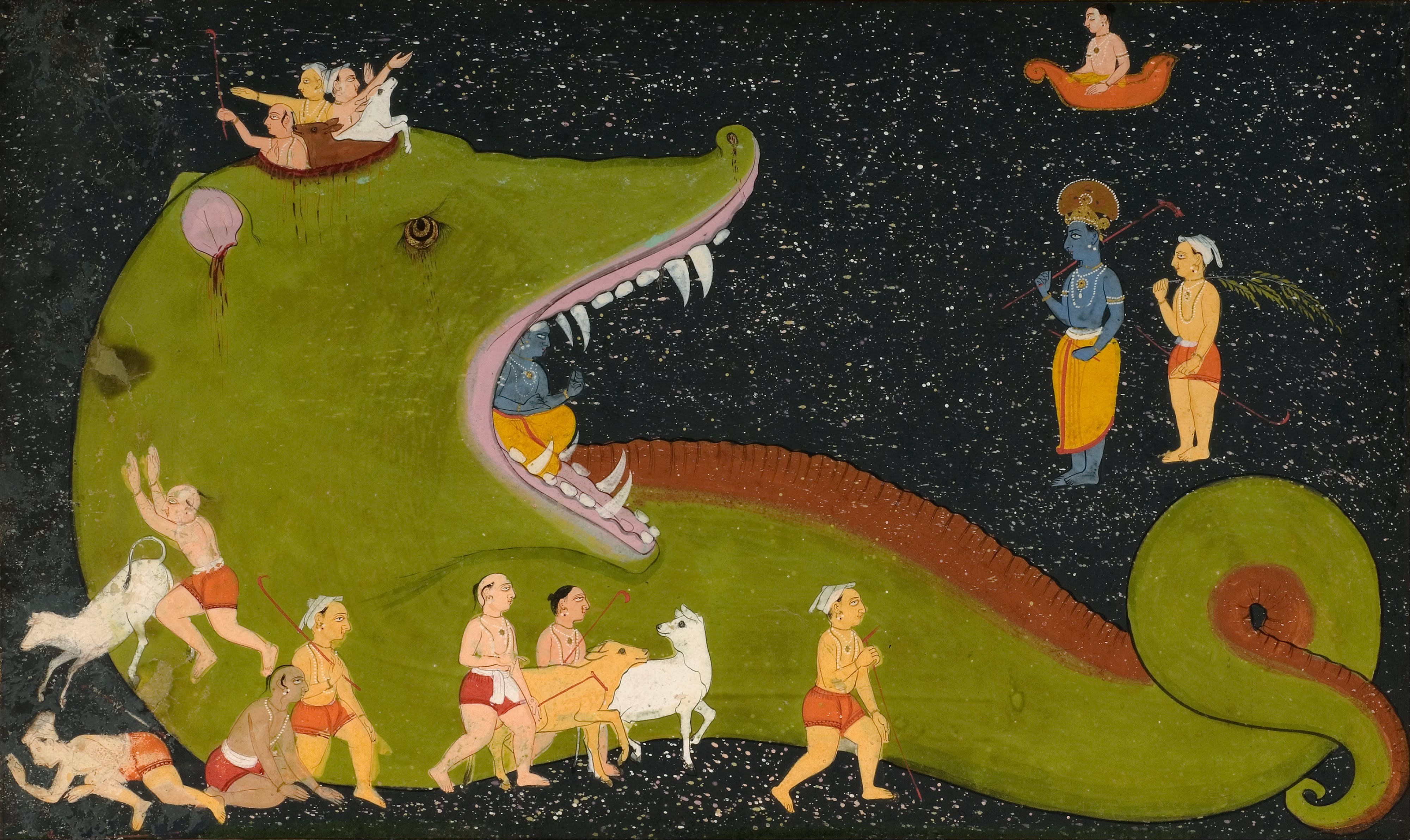
پیروزی کریشنا بر آگهاسورا
اوایل سدهٔ ۱۸ م.
ناشناس